# 大宰帥
大宰帥（だざいのそち／だざいのそつ）は、大宰府（九州筑紫）の長官。唐名は都督、和名は「おほみこともちのかみ」。
律令制において西海道の9国2島を管轄し、九州における外交・防衛の責任者となった。9世紀以降は親王の任官で、大宰府に赴任しないことが慣例となり、実権は次官の大宰権帥（だざいのごんのそち）及び大宰大弐（だざいのだいに）に移った。

## 概要

### 飛鳥時代
古くから筑紫は倭国にとって外交・軍事上重要な地であり、この大宰帥の前身については、『後漢書東夷伝』に見える倭国王の自称の帥升、『魏志倭人伝』に見える一大率、那津官家の管理者、九州王朝関連説などの諸説が混在する。飛鳥時代初期にはすでに置かれていたと考えられており、史書の初見は609年に筑紫大宰とある。

#### 大宰
大宰（おほ みこともち）・大宰帥とは、一般には数か国程度の広い地域を軍事を含めて統治・指揮する地方行政長官の役職である。率（そち）・総令・総領などとも呼ばれた。
白村江の敗戦（663年）直後は各地に防衛拠点を置くために、筑紫以外にも、吉備大宰（天武天皇8年（679年））、周防総令（天武天皇14年（685年））、伊予総領（持統天皇3年（689年））などに設置された。古代山城も築かれた。これらの役職・制度は令制施行と共に廃止された。

### 律令制以降
令制施行後、「大宰帥」の職名が成立し、親王は三品もしくは四品、臣下であれば従三位（場合によっては正三位）の者が任じられた。初期には大伴旅人のごとく九州に赴任して大納言以上への昇進の足がかりとなる場合も多かったが、やがて参議･中納言などと兼官して赴任せず（遥任）に季禄･職分田などの特権のみを享受する者も現れ、臣下の大宰帥は弘仁年間の多治比今麻呂が最後となる。
親王の大宰帥（親王帥）は大同元年（806年）の伊予親王（桓武天皇皇子）が初例である。弘仁14年（823年）の大宰府管内での公営田設置を機に、親王任国と同様、大宰帥には親王を補任するのが慣例となった（この慣例における初例は弘仁14年の葛原親王）。こうした親王帥を「帥宮（そちのみや）」と呼ぶ。その目的は皇室財政の緊縮にあったため、当然親王帥は在京のままで府務を行わず、実際の長官には、臣下から次官の大宰権帥・大弐（任官者が納言クラスなら権帥、参議や散三位クラスなら大弐）を派遣するものとされた。『北山抄』には「如帥･太守等者、為親王所置之官也」と見え、親王帥が固定化しつつあったことが分かる。
ただし、この規定は親王任国の場合と違ってあくまで慣習法に過ぎず、令や格式にて定められたものではなかったから、事情の如何によっては臣下の大宰帥が補任されることがあり得た。長保3年（1001年）の平惟仲や治承3年（1179年）の藤原隆季はその例だが、前者は左遷（実質配流）による権帥藤原伊周の後任になることを嫌ったため、一方後者は権帥として左遷された関白藤原基房を監視するため（実際には備前国に配流とされたために帥の赴任も中止された）であったといわれる。
寛仁3年（1019年）の刀伊の入寇以降は、外寇時の責任が親王へ及ぶことが危惧されたため、例外を除いて帥宮も含めた大宰帥の赴任はなくなったとされている。刀伊の入寇当時の帥である敦平親王も治安3年（1023年）に中務卿に遷されている。親王そのものものの数が減少した（皇位継承に関わらない皇子の大半が出家させられる）こともあり、親王帥の任命は嘉元2年（1304年）に尊治親王（後の後醍醐天皇）が任命されるまで中絶している。その後も断続的に行われ、明治2年（1869年）の官制改革まで存置された。なお、最後の親王帥は有栖川宮熾仁親王である。

## 大宰帥の一覧
大宰帥を務めた人物の一覧。大宝令以前については、大宰帥の前身と考えられる長官職を採録した。
| 名                                                                                   | 補任（不明の場合は初見）                | 官位                 | 解任（不明の場合は終見）                    |
| ------------------------------------------------------------------------------------ | --------------------------------------- | -------------------- | ------------------------------------------- |
| 筑紫大宰帥（本来は筑紫率か）                                                         |                                         |                      |                                             |
| 蘇我日向                                                                             | 大化5年3月（649年5月）任                |                      |                                             |
| 阿倍比羅夫                                                                           | - 斉明天皇朝（655年 - 661年）見 -       | 大錦上？             |                                             |
| 筑紫率（帥）                                                                         |                                         |                      |                                             |
| 栗隈王                                                                               | 天智天皇7年7月（668年－月）任           |                      |                                             |
| 蘇我赤兄                                                                             | 天智天皇8年1月9日（669年2月14日）任     |                      |                                             |
| 栗隈王                                                                               | 天智天皇10年6月（671年－月）任          |                      | - 天武天皇元年6月（672年7月）見 -           |
| 筑紫大宰                                                                             |                                         |                      |                                             |
| 屋垣王                                                                               |                                         | 三位                 | 天武天皇5年9月12日（676年10月24日）配流     |
| 丹比島                                                                               | - 天武天皇11年4月（682年6月）見 -       |                      | - 天武天皇12年1月（683年2月）見 -           |
| 粟田真人                                                                             | - 持統天皇3年1月（689年2月）見 -        |                      | - 持統天皇3年6月（689年7月）見 -            |
| 筑紫大宰率（帥）                                                                     |                                         |                      |                                             |
| 河内王                                                                               | 持統天皇3年閏8月27日（689年10月16日）任 | 浄広肆               | 持統天皇8年4月（694年5月）以前卒            |
| 三野王                                                                               | 持統天皇8年9月22日（694年10月16日）任   | 浄広肆               |                                             |
| 筑紫総領                                                                             |                                         |                      |                                             |
| 石上麻呂                                                                             | 文武天皇4年10月15日（700年11月29日）任  | 直大壱               |                                             |
| 大宰帥                                                                               |                                         |                      |                                             |
| 石上麻呂                                                                             | 大宝2年8月16日（702年9月12日）任        | 大納言・正三位       | 大宝4年1月7日（704年2月16日）任右大臣       |
| 大伴安麻呂                                                                           | 慶雲2年11月14日（705年12月18日）任      | 大納言・従三位       | 和銅元年3月13日（708年4月8日）任大納言？    |
| 粟田真人                                                                             | 和銅元年3月13日（708年4月8日）任        | 中納言・従三位       |                                             |
| 多治比池守                                                                           | 和銅8年5月22日（715年6月27日）任        | 非参議・従三位       | 養老2年3月10日（718年4月15日）任中納言      |
| 大伴旅人                                                                             | - 神亀5年6月（728年8月）見 -            | 中納言・正三位       | 天平3年7月25日（731年8月31日）薨            |
| 藤原武智麻呂                                                                         | 天平3年9月27日（731年11月1日）任        | 大納言・正三位       | 天平6年1月17日（734年2月24日）任右大臣      |
| 藤原宇合                                                                             |                                         | 参議・式部卿・正三位 | 天平9年8月5日（737年9月3日）薨              |
| 天平14年1月5日（742年2月14日） - 天平17年6月5日（745年7月8日）の間、大宰府は一時廃止 |                                         |                      |                                             |
| 橘諸兄                                                                               | 天平18年4月5日（746年4月29日）任        | 左大臣・従一位       | - 天平勝宝2年2月（750年4月）見 -            |
| 藤原乙麻呂                                                                           | 天平勝宝2年10月1日（750年11月4日）任    | 非参議・従三位       |                                             |
| 紀麻路                                                                               | 天平勝宝4年9月7日（752年10月18日）任    | 中納言・従三位       |                                             |
| 石川年足                                                                             | 天平勝宝5年9月28日（753年10月28日）任   | 参議・従三位         | 天平勝宝9歳6月16日（757年7月6日）遷兵部卿   |
| 船王                                                                                 | - 天平勝宝9歳7月（757年7月）見 -        | 正四位下             | 天平宝字4年1月4日（760年1月26日）遷信部卿   |
| 藤原真楯                                                                             | 天平宝字4年1月4日（760年1月26日）任     | 参議・従三位         | 天平宝字6年12月1日（762年12月20日）任中納言 |
| 藤原恵美真先                                                                         | 天平宝字6年12月1日（762年12月20日）任   | 参議・正四位上       | 天平宝字8年9月18日（764年10月17日）伏誅     |
| 藤原宿奈麻呂                                                                         | 天平宝字8年10月3日（764年10月31日）任   | 正四位上             |                                             |
| 石川豊成                                                                             | 天平神護元年8月23日（765年9月12日）任   | 参議・正四位下       | - 天平神護元年閏10月（765年11月）見 -       |
| 弓削御浄清人                                                                         | 神護景雲2年11月13日（768年12月26日）任  | 大納言・正三位       | 神護景雲4年8月22日（770年9月15日）配流      |
| 藤原宿奈麻呂                                                                         | 神護景雲4年8月22日（770年9月15日）還任  | 参議・従三位         | 神護景雲4年9月16日（770年10月9日）遷式部卿  |
| 石上宅嗣                                                                             | 神護景雲4年9月16日（770年10月9日）任    | 参議・従三位         | 宝亀2年3月13日（771年4月2日）遷式部卿       |
| 藤原百川                                                                             | 宝亀2年3月13日（771年4月2日）任         | 参議・正四位下       |                                             |
| 藤原蔵下麻呂                                                                         | 宝亀2年5月14日（771年6月30日）任        | 非参議・従三位       | 宝亀6年7月1日（775年8月1日）薨              |
| 藤原魚名                                                                             | 宝亀8年10月13日（777年11月17日）任      | 大納言・従二位       | - 宝亀10年1月（779年1月）見 -               |
| 藤原浜成                                                                             | 天応元年4月17日（781年5月14日）任       | 参議・従三位         | 天応元年6月16日（781年7月11日）左降員外帥   |
| 藤原魚名                                                                             | 天応元年6月27日（781年7月22日）還任     | 左大臣・正二位       | 延暦2年7月25日（783年8月27日）薨            |
| 藤原継縄                                                                             | 延暦4年7月6日（785年8月15日）任         | 大納言・正三位       | 延暦5年4月11日（786年5月13日）遷民部卿      |
| 佐伯今毛人                                                                           | 延暦5年4月11日（786年5月13日）任        | 参議・正三位         | 延暦8年1月9日（789年2月8日）致仕            |
| 藤原雄友                                                                             | 延暦16年2月9日（797年3月11日）任        | 参議・正四位下       |                                             |
| 伊予親王                                                                             | 延暦25年5月9日（806年5月30日）任        | 中務卿・三品         |                                             |
| 藤原縄主                                                                             | 大同元年5月18日（806年6月8日）任        | 参議・従三位         | 弘仁3年1月12日（812年2月27日）遷兵部卿      |
| 葛原親王                                                                             | 弘仁3年1月12日（812年2月27日）任        | 式部卿・三品         |                                             |
| 多治比今麻呂                                                                         | 弘仁11年12月5日（821年1月12日）任       | 参議・従三位         | 弘仁13年4月（822年5月）以前解               |
| 葛原親王                                                                             | 弘仁14年9月28日（823年11月4日）還任     | 中務卿・二品         | - 天長2年7月（825年7月）見 -                |
| 万多親王                                                                             | 天長5年1月12日（828年2月1日）任         | 式部卿・三品         |                                             |
| 仲野親王                                                                             | 天長7年8月4日（830年8月25日）任         | 四品                 |                                             |
| 秀良親王                                                                             | 承和2年1月11日（835年2月12日）任        | 弾正尹・三品         |                                             |
| 賀陽親王                                                                             | 承和7年1月30日（840年3月7日）任         | 三品                 |                                             |
| 宗康親王                                                                             | 承和12年1月11日（845年2月20日）任       | 四品                 | - 嘉祥2年1月（849年2月）見 -                |
| 葛井親王                                                                             | 嘉祥3年1月15日（850年3月2日）任         | 三品                 | 嘉祥3年4月2日（850年5月16日）薨             |
| 葛原親王                                                                             | 嘉祥3年5月17日（850年6月30日）還任      | 一品                 | 仁寿3年6月4日（853年7月13日）薨             |
| 惟喬親王                                                                             | 天安2年10月26日（858年12月4日）任       | 四品                 | 貞観5年2月10日（863年3月3日）遷弾正尹       |
| 仲野親王                                                                             | 貞観5年2月10日（863年3月3日）還任       | 二品                 |                                             |
| 時康親王                                                                             | 貞観8年1月13日（866年2月2日）任         | 中務卿・三品         | - 貞観12年2月（870年3月）見 -               |
| 賀陽親王                                                                             | 貞観13年1月29日（871年2月22日）還任     | 治部卿・三品         | 貞観13年10月8日（871年11月23日）薨          |
| 忠良親王                                                                             | 貞観14年2月29日（872年4月10日）任       | 式部卿・二品         | 貞観18年2月20日（876年3月19日）薨           |
| 本康親王                                                                             | 貞観18年12月26日（877年1月14日）任      | 兵部卿・三品         |                                             |
| 惟彦親王                                                                             |                                         | 中務卿・四品         | 元慶7年1月29日（883年3月11日）薨            |
| 時康親王                                                                             | 元慶8年1月11日（884年2月11日）還任      | 式部卿・一品         | 元慶8年2月5日（884年3月5日）践祚            |
| 貞固親王？                                                                           |                                         |                      |                                             |
| 是忠親王                                                                             | - 寛平5年5月（893年6月）見 -            | 二品                 |                                             |
| 是貞親王                                                                             |                                         | 三品                 | 延喜3年7月25日（903年8月20日）薨            |
| （某）親王                                                                           | - 延喜5年10月（905年10月）見 -          | 中務卿・三品         |                                             |
| 敦固親王                                                                             | - 延喜10年1月（910年3月）見 -           |                      | - 延長2年1月（924年3月）見 -                |
| 貞真親王                                                                             | - 延長8年1月（930年2月）見 -            | 三品                 |                                             |
| 元長親王                                                                             | - 承平元年9月（931年11月）見 -          | 四品                 | - 承平2年1月（932年3月）見 -                |
| 重明親王                                                                             | - 承平6年9月（936年10月）見 -           | 弾正尹・四品         |                                             |
| 成明親王                                                                             | 天慶6年12月8日（944年1月6日）任         | 三品                 | 天慶7年4月22日（944年5月17日）立太子        |
| 式明親王                                                                             | - 天慶9年10月（946年11月）見 -          | 四品                 |                                             |
| 有明親王                                                                             | - 天暦4年5月（950年6月）見 -            |                      | - 天暦7年1月（953年1月）見 -                |
| 章明親王                                                                             | - 天徳3年2月（959年4月）見 -            | 四品                 | - 応和元年閏3月（961年－月）見 -            |
| 広平親王                                                                             |                                         | 兵部卿・三品         | 天禄2年9月10日（971年10月1日）薨            |
| 致平親王                                                                             | 天延4年1月20日（976年2月22日）任        | 四品                 |                                             |
| 敦道親王                                                                             | 正暦4年3月9日（993年4月3日）任          | 中務卿・四品         | - 正暦4年8月（993年9月）見 -                |
| 為尊親王                                                                             |                                         | 二品                 | 長保3年1月24日（1001年2月19日）遷上野太守？ |
| 平惟仲                                                                               | 長保3年1月24日（1001年2月19日）任       | 中納言・正三位       | 寛弘元年12月28日（1005年2月9日）停任        |
| 敦康親王                                                                             | 寛弘7年7月（1010年8月）任               | 三品                 | - 長和4年12月（1016年1月）見 -              |
| 敦平親王                                                                             | - 長和5年3月（1016年4月）見 -           | 三品                 | - 寛仁3年4月（1019年5月）見 -               |
| 藤原経輔                                                                             | 天喜6年4月25日（1058年5月20日）任       | 権中納言・正二位     | 天喜6年7月30日（1058年8月21日）改大宰権帥   |
| （某）親王                                                                           | - 延久元年12月（1070年1月）見 -         |                      |                                             |
| 藤原隆季                                                                             | 治承3年11月19日（1179年12月19日）任     | 権大納言・正二位     | 養和2年4月9日（1182年5月13日）得替          |
| 尊治親王                                                                             | 嘉元2年3月7日（1304年4月12日）任        | 三品                 | 徳治2年5月15日（1307年6月15日）遷中務卿     |
| 邦省親王                                                                             | 元亨元年9月1日（1321年9月22日）任       |                      | 嘉暦元年11月4日（1326年11月29日）遷兵部卿   |
| 世良親王                                                                             | 嘉暦元年11月4日（1326年11月29日）任     | 二品                 | 元徳2年9月17日（1330年10月29日）薨          |
| 全仁親王                                                                             | 暦応5年3月30日（1342年5月5日）任        |                      | - 延文6年3月（1361年4月）見 -               |
| 惟成親王                                                                             | - 天授元年（1375年）見 -                | 三品？               |                                             |
| 泰成親王                                                                             | - 弘和元年12月（1381年12月）見 -        |                      |                                             |
| 常盤井宮恒直親王                                                                     | 永正9年12月20日（1513年1月26日）任      |                      | 天文21年8月（1552年－月）薨                 |
| 伏見宮邦道親王                                                                       | 慶安4年11月13日（1651年12月25日）任     | 無品                 | 承応3年7月20日（1654年9月1日）薨            |
| 有栖川宮正仁親王                                                                     | 宝永5年12月15日（1709年1月25日）任      | 無品                 | 享保元年9月24日（1716年11月7日）薨          |
| 閑院宮典仁親王                                                                       | 延享元年9月26日（1744年10月31日）任     | 三品                 | 寛政6年7月6日（1794年8月1日）薨             |
| 有栖川宮熾仁親王                                                                     | 嘉永2年3月15日（1849年4月7日）任        | 無品                 | 明治2年7月8日（1869年8月15日）廃官          |